# Chó chiến đấu Cordoba
Chó chiến đấu Cordoba là một giống chó đã tuyệt chủng của dòng chó chiến đấu có nguồn gốc từ Argentina. Giống chó chiến đấu Cordoba là giống lai của các giống chó Alano Español, Mastiff, Bull Terrier, Bulldog và Boxer. Tính khí của giống chó này là rất khốc liệt, rất hung dữ, mạnh mẽ, và chiến đấu không ngừng nghỉ (có sức chịu đựng cao).

## Lịch sử
Chó chiến đấu Cordoba có nguồn gốc từ Córdoba, Argentina. Các cá thể của giống chó này đã được ghi nhận cho việc sẵn sàng chiến đấu cho đến chết và khả năng chịu đựng đau đớn cao. Ngoài ra, nhiều thành viên của giống chó này đã chết trong khi chiến đấu, góp phần vào sự tuyệt chủng của giống chó này.
Chó này được phát triển đặc biệt để chiến đấu. Trước khi giống chó này trở nên tuyệt chủng, nó thường được các băng nhóm và bọn tội phạm sử dụng để lưu giữ kho báu và thuốc men vì sự xuất hiện đáng sợ và đáng sợ của nó. Sự xuất hiện của chó Córdoba chỉ được nhìn thấy trong các bức ảnh khi giống chó này được tạo ra vào thế kỷ 19.
Con chó này có một nhỏ gọn và cơ bắp gọn gàng. Vai cũng được cơ bắp mạnh mẽ và rộng. Ngực rộng cung cấp không gian rộng rãi cho tim và phổi, với một cái mũi tầm thường. Đôi tai thường bị cắt. Hàm răng mạnh mẽ và khỏe mạnh. Bộ lông ngắn chủ yếu là màu trắng với những đốm đen trên đầu và cơ thể. Một số con màu nâu vàng, vàng và đỏ.
Chó chiến đấu Cordoba có khả năng cùng săn bắn trong một đàn chó nhỏ với các cá thể đực và cái trộn lẫn; nếu không thì nó có khả năng chuyển sang đánh nhau với những con chó khác trong cùng một đàn.
Giống chó Dogo Argentino có nguồn gốc trực tiếp từ giống chó này. Vào những năm 1920, các nhà lai tạo chó đã phát triển giống chó Dogo Argentino bằng cách cho lai tạo các con chó chiến đấu Cordoba với các giống chó khác như Great Dane, Great Pyrenees, Bulldog, Bull Terrier và Dogue de Bordeaux.